# Grammatik
Grammatik – polski zespół hip-hopowy, powstały w 1997 roku w Warszawie, jako duet raperów Leszka „Elda” Kaźmierczaka i Marcina „Jotuze” Józwy, uzupełniony producentem Mikołajem „Noonem” Bugajakiem. Rok później grupa zadebiutowała nielegalem EP, wydanym w 1998 roku studyjnie w rozszerzeniu, jako EP+. Następnie poszerzyła się o czwartego członka, rapera Łukasza „Asha” Morawskiego i w pełnym składzie nagrała album Światła miasta, który okazał się sporym sukcesem. Po jego wydaniu Ash i Noon odeszli z zespołu, który działał do 2000 roku i w latach 2004–2008. Okazjonalnie reaktywowany z Noonem w składzie w 2018 roku, w 2025 oficjalnie powrócił jako trio.

## Historia
Grupa powstała w 1997 w Warszawie z inicjatywy raperów Eldo i Jotuze. Zespół początkowo współpracował z producentem muzycznym Szyhą, wówczas członkiem formacji Edytoriał. W wyniku współpracy powstał utwór pt. „24h” umieszczony później na kompilacji pt. Enigma 022 underground vol. 2.
W 1998 roku do grupy dołączył producent muzyczny Noon z którym raperzy zrealizowali demo pt. EP dzięki któremu grupa zyskała lokalny rozgłos. W efekcie grupa podpisała kontrakt płytowy z wytwórnią Blend Records. W 1999 roku demo pt. EP wydano ponownie jako EP +. Na płycie znalazły się dodatkowo remiksy dwóch utworów pt. „Płaczę rymami” oraz „CHCWD”. Niedługo po ukazaniu się oficjalnego debiutu do grupy dołączył raper Ash znany z występów w zespole 3Style. Wcześniej raper wystąpił gościnnie na pierwszym albumie Grammatika w utworze pt. „Czasem”.
W październiku 2000 roku ukazał się nakładem wytwórni muzycznej T1-Teraz drugi album Światła miasta. Wkrótce potem Ash i Noon opuścili skład zespołu, a grupa zawiesiła działalność. Eldo rozpoczął solową działalność artystyczną, natomiast Noon podjął współpracę z Pezetem.
Na początku roku 2004 Grammatik powrócił na scenę z minialbumem pt. Reaktywacja. Materiał ukazał się nakładem firmy EmbargoNagrania. W lutym 2005 zespół wydał album 3. Po 4 tygodniach od premiery album sprzedał się w nakładzie 8000 egzemplarzy. 26 listopada 2007 roku ukazała się kolejna płyta Grammatika – Podróże. Album ukazał się nakładem utworzonej przez zespół wytwórni Frontline Records w dystrybucji My Music.
3 maja 2008 Grammatik skończył swoją działalność. 14 czerwca zagrał swój ostatni koncert w Pyzdrach w Wielkopolsce.
W 2025 roku zespół wznowi działalność z okazji 25-lecia albumu, wystąpi w składzie Eldo, Jotuze, Noon.

## Dyskografia
Albumy
| Rok                        | Album                                                             | Pozycja na liście | Sprzedaż        |
| Rok                        | Album                                                             | POL               | Sprzedaż        |
| -------------------------- | ----------------------------------------------------------------- | ----------------- | --------------- |
| 1998                       | EP (demo EP) - Data: 1998 - Wydawca: brak (nielegal)              | –                 | - POL: 500      |
| 1999                       | EP+ - Data: 27 września 1999 - Wydawca: Blend Records             | –                 | - POL: 5 000    |
| 2000                       | Światła miasta - Data: 30 października 2000 - Wydawca: T1-Teraz   | 5                 | - POL: 30 tys.+ |
| 2004                       | Reaktywacja (EP) - Data: 7 lutego 2004 - Wydawca: EmbargoNagrania | –                 | - POL: 10 tys.+ |
| 2005                       | 3 - Data: 17 lutego 2005 - Wydawca: EmbargoNagrania               | 6                 | - POL: 8 tys.+  |
| 2007                       | Podróże - Data: 23 listopada 2007 - Wydawca: Frontline Records    | 20                |                 |
| „–” album nie był notowany |                                                                   |                   |                 |

Single
| Rok                         | Tytuł             | Pozycja na liście | Pozycja na liście | Album       |
| Rok                         | Tytuł             | SLiP              | 30 ton            | Album       |
| --------------------------- | ----------------- | ----------------- | ----------------- | ----------- |
| 2004                        | „Reaktywacja”     | 7                 | –                 | Reaktywacja |
| 2005                        | „Dedykowane...”   | 8                 | 5                 | 3           |
| 2018                        | „Moja historia 2” | –                 | –                 |             |
| „—” singel nie był notowany |                   |                   |                   |             |

Inne notowane utwory
| Rok  | Tytuł                                           | Pozycja na liście | Album                        |
| Rok  | Tytuł                                           | SLiP              | Album                        |
| ---- | ----------------------------------------------- | ----------------- | ---------------------------- |
| 2000 | „Friko”                                         | 32                | Światła miasta               |
| 2001 | „Nie ma skróconych dróg”                        | 16                | Światła miasta               |
| 2001 | „Każdy ma chwile” oraz: Leszek Możdżer, Fenomen | 14                | Blokersi (ścieżka dźwiękowa) |

Inne
| Rok  | Utwór                                                                                        | Album                                                   | Źródło |
| ---- | -------------------------------------------------------------------------------------------- | ------------------------------------------------------- | ------ |
| 1997 | „Swojski klimat” – Edytoriał (gościnnie: Grammatik)                                          | Edytoriał                                               | [ 23 ] |
| 1998 | „24h” – Grammatik                                                                            | Enigma prezentuje: 0-22-Underground vol. 2 (kompilacja) | [ 24 ] |
| 1999 | „Czekając na świt” – Elemer (gościnnie: Grammatik)                                           | Nadejdzie świt                                          | [ 25 ] |
| 2000 | „Mówią mi” – Grammatik                                                                       | Melancholijny oblend (kompilacja)                       | [ 26 ] |
| 2000 | „Każdy ma chwile” (Weber Remix) – Grammatik „CHCWD” (Edit) – Grammatik                       | To my, rugbiści (ścieżka dźwiękowa)                     | [ 27 ] |
| 2000 | „Mówią mi” – Grammatik                                                                       | Sound of Polska (kompilacja)                            | [ 28 ] |
| 2000 | „Nie zatrzyma nas...” – Ideo (gościnnie: Grammatik)                                          | Stan rzeczy                                             | [ 29 ] |
| 2000 | „Słuchaj rapu” – IGS (gościnnie: Grammatik)                                                  | Ekspedycje                                              | [ 30 ] |
| 2001 | „Mam problem” – O$ka (gościnnie: Grammatik)                                                  | Kompilacja 2                                            | [ 31 ] |
| 2001 | „Marzenia” – Fenomen (gościnnie: Grammatik)                                                  | Efekt                                                   | [ 32 ] |
| 2001 | „Prawdziwe wartości” – Waco (gościnnie: Grammatik)                                           | Świeży materiał                                         | [ 33 ] |
| 2001 | „Magister blokers – Skit” – Grammatik „Każdy ma chwile” – Leszek Możdżer, Grammatik, Fenomen | Blokersi (ścieżka dźwiękowa)                            | [ 34 ] |
| 2002 | „Rap robię” – Pezet/Noon (gościnnie: Grammatik, Małolat)                                     | Muzyka klasyczna                                        | [ 35 ] |
| 2003 | „Rap robię” – Pezet, Grammatik, Małolat                                                      | Konkret Presents (kompilacja)                           | [ 36 ] |
| 2005 | „Reaktywacja” – Grammatik „Dedykowane” – Grammatik                                           | EmbargoNagrania: muzyka miejska cz.1 (kompilacja)       | [ 37 ] |
| 2005 | „Reaktywacja (wersja B)” – Grammatik                                                         | Czarny piątek vol.1 – Polski Beat (kompilacja)          | [ 38 ] |
| 2008 | „Pochodzę z bloków” – PMM (gościnnie: Grammatik)                                             | Polski mistrzowski manewr                               | [ 39 ] |
| 2008 | „Rozmowa” – Grammatik                                                                        | Hip-Hop.pl składanka 2008 (kompilacja)                  | [ 40 ] |
| 2018 | „Szansa” – DJ Decks (gościnnie: Grammatik)                                                   | Mixtape Vol. 6                                          | [ 41 ] |

## Teledyski
| Rok  | Utwór                                           | Reżyseria / realizacja | Album                        | Źródło       |
| ---- | ----------------------------------------------- | ---------------------- | ---------------------------- | ------------ |
| 2000 | „Nie ma skróconych dróg”                        |                        | Światła miasta               | [ 42 ]       |
| 2001 | „Friko”                                         |                        | Światła miasta               | [ 43 ]       |
| 2001 | „Każdy ma chwile” oraz: Leszek Możdżer, Fenomen | Studio Filmowe TPS     | Blokersi (ścieżka dźwiękowa) | [ 44 ]       |
| 2004 | „Reaktywacja”                                   |                        | Reaktywacja                  | [ 1 ]        |
| 2005 | „Dedykowane”                                    | Grupa 13               | 3                            | [ 7 ] [ 45 ] |
| 2007 | „Nigdy więcej”                                  |                        | Podróże                      | [ 46 ]       |

## Nagrody i wyróżnienia
| Rok  | Nagroda      | Kategoria     | Tytułem | Uwagi     | Źródło |
| ---- | ------------ | ------------- | ------- | --------- | ------ |
| 2005 | Superjedynki | Album hip-hop | 3       | Nominacja | [ 47 ] |